# John Jasperse
John R. Jasperse (* 8. Oktober 1963) ist ein US-amerikanischer Choreograf und Tänzer. 

## Künstlerische Arbeit
Jasperse wuchs in Rockville, Maryland, auf. 1985 schloss er sein Studium am Sarah Lawrence College ab. Seitdem lebt er in New York. 1987 – 1993 arbeitete er mit Jennifer Monson zusammen. 1988 – 1989 trat er in Anne Teresa de Keersmaekers Kompanie Rosas in Belgien auf.
Seit 1990 ist er künstlerischer Leiter der New Yorker John Jasperse Company.
Joyce Morgenroth bezeichnet seine Arbeit als „hintersinnig“ und „oft mit gegensätzlichen Begriffen beschrieben“. Einer der wichtigsten Gegensätze ist „sein Spiel zwischen straffen Strukturen und flüchtigem Bewegungsstil“. Seine Tänzer treiben einen „interaktiven choreographischen Prozess“ voran. Kulisse und Requisiten sind eng in den Tanz einbezogen, indem die Tänzer sich oft mit ihnen bewegen oder interagieren.
Jasperses Werke wurden in den Vereinigten Staaten, Brasilien, Chile, Israel, Japan und an vielen Orten in Europa aufgeführt; darunter beim Next Wave Festival an der Brooklyn Academy of Music, bei der Biennale von Venedig, am Walker Art Center in Minneapolis, im Museum of Contemporary Art in Chicago, und beim Tanz im August in Berlin. Michail Baryschnikows White Oak Dance Project, die Batsheva Dance Company und das Ballett der Opéra de Lyon führten Choreografien von ihm auf.
Unter den vielen Auszeichnungen, die er und seine Kompanie gewannen, finden sich:
- 1988 der Preis der John Simon Guggenheim Memorial Foundation;
- 1992 und 1994 – 1996 Auszeichnungen des National Endowment for the Arts
- 1988, 1994 und 2000 Auszeichnungen der New York Foundation for the Arts
- Zwei New York Dance and Performance Awards (Bessie Awards); 2001 für Jasperse persönlich, 2002 für seine Kompanie

2011 wurde er als Fellow der United States Artists berufen.
Abendfüllende Werke von ihm sind:
- Rickety Perch (1989);
- Eyes Half Closed (1991);
- furnished/unfurnished (1993);
- Excessories (1995);
- Waving to you from here (1997);
- Madison as I imagine it (1999);
- Giant Empty (2001);
- just two dancers (2003);
- CALIFORNIA (2003);
- Prone (2005);
- Becky, Jodi, and John (2007);
- Misuse liable to prosecution (2007).

## John Jasperse Company
The John Jasperse Company, 1985 gegründet, wird seit 1998 in der Firma Thin Man Dance, Inc. in New York geführt. 2003 kam in Frankreich Association Chapitre II in Lyon hinzu.
2008 gründete Jasperse gemeinsam mit Jonah Bokaer von der Organisation Chez Bushwick zusammen das Center for Performance Research Williamsburg, New York. Center for Performance Research.